# Chalcomitra rubescens
Chalcomitra rubescens là một loài chim trong họ Nectariniidae. Loài này được tìm thấy ở Iran, Angola, Burundi, Cameroon, Cameroon, Cộng hòa Trung Phi, Cộng hòa Congo, Guinea Xích đạo, Gabon, Kenya, Nigeria, Rwanda, South Sudan, Tanzania, Uganda và Zambia.